# Шапиро, Генрих Александрович
Генрих Александрович Шапиро (1852—1901) — русский врач-терапевт, профессор Клинического института Великой княгини Елены Павловны. Статский советник.

## Биография
Родился в еврейской семье 1 (13) июля 1852 года. Образование получил в Гродненской гимназии и в Императорской  медико-хирургической академии. По окончании курса в 1876 г. был отправлен врачом в действующую армию во время Русско-турецкой войны 1877—78 гг. Затем был назначен ординатором клиники профессора Э. Э. Эйхвальда. В 1880 году за диссертацию «О колебаниях кровяного давления при нормальных и патологических условиях» был удостоен степени доктора медицины. Затем был избран приват-доцентом академии (1885) по кафедре внутренних болезней и с того же года начал преподавательскую деятельность в клиническом институте великой княгини Елены Павловны в качестве ассистента, достигнув звания почётного профессора.
В 1896 году был назначен старшим ассистентом терапевтического отделения, с 1897 года — профессор. Работы и исследования Шапиро, касавшиеся главным образом болезней сердца, несахарного диабета, печени и злокачественных опухолей, печатались в специальных медицинских изданиях. Часть его лекций изложена в его труде о «Распознавании болезней сердца и сосудов» (СПб., 1889).
Жил в Санкт-Петербурге с женой Софьей Владимировной в доме № 9 по Большой Московской улице.
Умер 22 января (4 февраля) 1901 года. Похоронен в Санкт-Петербурге на Преображенском еврейском кладбище.